# Ludowika Jakobsson

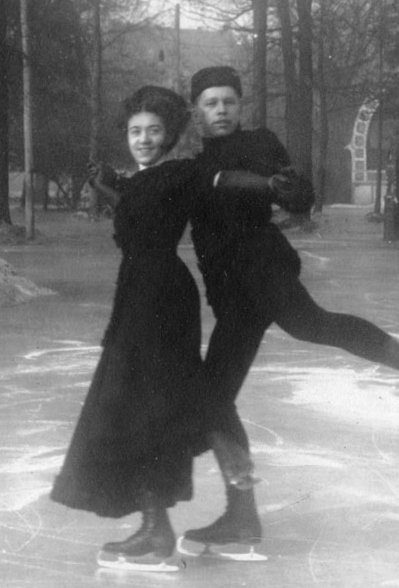
Ludowika und Walter Jakobsson (um 1909)

Ludowika Antje Margareta Jakobsson, geb. Eilers (* 25. Juli 1884 in Potsdam; † 1. November 1968 in Helsinki), war eine deutsch-finnische Eiskunstläuferin, die im Einzellauf und Paarlauf startete. Sie gilt als die erste international bekannt gewordene finnische Sportlerin.

## Karriere
Ludowika Eilers traf ihren Eislaufpartner, den Finnlandschweden Walter Jakobsson, im Jahre 1907, als er in Berlin Ingenieurwesen studierte. Sie heirateten im Jahre 1911. Die Medaillen, die das Paar bei den Weltmeisterschaften 1910 und 1911 gewann, werden von der ISU bei Nationenwertungen noch immer zur Hälfte für Deutschland und zur anderen Hälfte für Finnland gewertet. Das Paar wurde Weltmeister 1911, 1914 und 1923 und Vize-Weltmeister 1910, 1912, 1913 und 1922. Bei den Olympischen Spielen 1920 in Antwerpen, bei denen Jakobsson die einzige Teilnehmerin war, die in Deutschland geboren wurde, da deutsche Athleten infolge des Ersten Weltkriegs ausgeschlossen waren, gewann sie in der Paarkonkurrenz mit ihrem Ehemann die Goldmedaille. Bei den Olympischen Spielen 1924 in Chamonix gewannen sie die Silbermedaille hinter Helene Engelmann und Alfred Berger. Ein letztes Mal nahm das Paar 1928 an Olympischen Spielen teil, es reichte aber nicht mehr zu einer Medaille – sie wurden Fünfte.
Ludowika Jakobsson-Eilers war auch im Einzellauf erfolgreich. Bei der Weltmeisterschaft 1911 in Wien startete sie noch für Deutschland und gewann die Bronzemedaille hinter den Ungarinnen Lily Kronberger und Opika von Méray Horváth. Allerdings waren auch nur drei Athletinnen am Start. Bei der darauffolgenden Weltmeisterschaft wurde sie Siebte und Letzte. Es blieb ihr letzter Auftritt im Einzellauf bei einer Weltmeisterschaft.
1917 wurde sie erste finnische Meisterin im Eiskunstlauf der Damen. 1911 war sie mit Walter Jakobsson bereits erste finnische Meisterin im Paarlauf geworden, was das Paar 1921 wiederholte.
Ludowika und Walter Jakobsson zogen 1916 von Berlin in die finnische Hauptstadt Helsingfors (finnisch Helsinki), weil Walter als technischer Direktor bei Kone, einem Hersteller von Aufzügen in der nahegelegenen Stadt Esbo (Espoo), angestellt wurde. Ludowika erschien in den Zwanzigern in einigen finnischen Stummfilmen.

## Ergebnisse

### Einzellauf
| Wettbewerb / Jahr         | 1911 | 1912 | 1917 |
| ------------------------- | ---- | ---- | ---- |
| Weltmeisterschaften       | 3.   | 7.   |      |
| Finnische Meisterschaften |      |      | 1.   |

### Paarlauf
(mit Walter Jakobsson)
| Wettbewerb / Jahr         | 1910 | 1911 | 1912 | 1913 | 1914 | 1920 | 1921 | 1922 | 1923 | 1924 | 1928 |
| ------------------------- | ---- | ---- | ---- | ---- | ---- | ---- | ---- | ---- | ---- | ---- | ---- |
| Olympische Spiele         |      |      |      |      |      | 1.   |      |      |      | 2.   | 5.   |
| Weltmeisterschaften       | 2.   | 1.   | 2.   | 2.   | 1.   |      |      | 2.   | 1.   |      |      |
| Finnische Meisterschaften |      | 1.   |      |      |      |      | 1.   |      |      |      |      |